# Ferdinand Charles Léon de Lasteyrie
Ferdinand Charles Léon de Lasteyrie du Saillant, né le 15 juin 1810 à Paris et mort le 12 mai 1879 dans la même ville, est un érudit et homme politique français, membre de l'Académie des inscriptions et belles-lettres.

## Biographie
Il est le fils de Charles Philibert de Lasteyrie du Saillant, agronome connu comme le fondateur du premier établissement de lithographie à Paris.
Il fait ses études supérieures à l'École des mines et mène par la suite une triple carrière d'ingénieur, d'homme politique et d'érudit très éclectique dans ses centres d'intérêt.
Il se rattache, comme la plupart des membres de sa famille, à la tradition politique orléaniste : aide de camp du général de La Fayette en 1830, il est député de la Seine de 1841 à 1848, puis, sous la Seconde République, de 1848 à 1851. 
En 1851, il proteste contre le coup d'État de Louis-Napoléon Bonaparte, ce qui lui vaut un bref internement. Il n'occupe aucun mandat politique jusqu'en 1871, date à laquelle il est élu conseiller général de la Corrèze.
Ses publications sont d'une grande diversité : il s'est intéressé aux travaux de Paris, à la création d'un musée des arts industriels, à l'art de son temps et à l'art religieux de diverses époques, aux émaux limousins, à certains aspects des sculptures de la colonne Trajane, au sort de la paysannerie française ; il a aussi publié des réflexions à la suite de ses voyages aux États-Unis et en Italie.
La qualité de ses  travaux lui vaut d'être élu, en 1860, membre libre l'Académie des inscriptions et belles-lettres.

## Publications
- Quelques mots sur la théorie de la peinture sur verre, librairie archéologique Victor Didron, Paris, 1852 (lire en ligne)
- Histoire de la peinture sur verre d'après ses monuments en France, typographie Firmin-Didot frères, Paris tome 1, 1857, planches, 1853
- Description du trésor de Guarrazar accompagnée de recherches sur toutes les questions archéologiques qui s'y rattachent, Gide éditeur, Paris, 1860 (lire en ligne)
- Causeries artistiques, librairie Hachette, Paris, 1862 (lire en ligne)
- Projet de création d'un musée municipal des arts industriels, Pagnerre libraire-éditeur, Paris, 1863 (lire en ligne)
- La Peinture à l'Exposition universelle, étude sur l'art contemporain, Castel libraire-éditeur, Paris, 1863 (lire en ligne)
- Bernard Palissy. Étude sur sa vie et sur ses œuvres, imprimerie de Pillet fils aîné, Paris, 1865 (lire en ligne)
- Histoire de l'orfèvrerie depuis les temps les plus reculés jusqu'à nos jours, 62 gravures, Hachette, Bibliothèque des merveilles, 1877 (lire en ligne).
- Les peintres-verriers étrangers à la France, classés méthodiquement selon les pays et l'époque où ils ont vécu, imprimerie de Daupeley-Gouverneur, Nogent-le-Rotrou, 1880 (lire en ligne)
- Inscriptions de la France du Ve au XVIIIe siècle, recueillies et publiées par Ferdinand de Guilhermy, Paris Imprimerie nationale, Collection des documents inédits sur l'histoire de France, troisième série, « Archéologie », t. 2, 1873-1883, pp. 198-199.

## Iconographie
- Emile-Joseph-Nestor Carlier (1849-1927) a sculpté un buste de Ferdinand de Lasteyrie, livré à l'Institut de France et aujourd'hui conservé au musée Condé de Chantilly (source : Gloires de marbre, trois siècles de portraits sculptés à l'Institut de France, éd. 5 continents, Milan, 2005) .